# Pyinmana
Pyinmana (Birmees: ပျဉ်းမနားမြို့) is een stad in Myanmar, die zich bevindt ten noorden van Yangon en ten zuiden van de stad Mandalay, naast de hoofdstad Naypyidaw in het zuiden van de regio Mandalay. De stad had bij de laatste volkstelling van 1983 52.962 inwoners. In 2006 wordt het aantal inwoners geschat op 100.000. Het ligt te midden van een aantal rietsuiker-plantages.
De stad is centraal gelegen in het land en ligt tevens in de buurt van divisies (provincies) waar opstandige volken zoals de
Karen, Shan en Chin wonen.

## Geschiedenis
In de tijd van de Japanse bezetting in de Tweede Wereldoorlog was het het hoofdkwartier van het verzet van de Birma Independence Army onder leiding van Aung San, de vader van mensenrechtenactiviste en winnaar van de nobelprijs voor de Vrede Aung San Suu Kyi.
Op 7 november 2005 maakte minister van informatie Kyaw Hsan bekend dat de regering begonnen was met het overhevelen van haar bestuurlijke apparaat vanuit Yangon naar een nieuw te bouwen stad bij deze plaats. De overplaatsing van de ministeries vond plaats op 6 november 2005. Vanaf toen is deze stad, Naypyidaw, de nieuwe hoofdstad van het land. Als reden voor de verplaatsing werd de centrale ligging opgegeven, waarvandaan alle gebiedsdelen van het land makkelijk te bereiken zijn.
Al vanaf 2001 werd er gespeculeerd over een verplaatsing van de hoofdstad, maar berichten hierover werden eerder steeds van de hand gewezen door de regering. Voor de overplaatsing werden echter al grootschalige werkzaamheden gepleegd om de herplaatsing van militairen en overheidsgebouwen mogelijk te maken.
Uit verslagen van gevluchte Birmezen bijkt dat voor de vestiging al de universiteiten van de stad (Landbouw, Bodemcultuur en Veterinaire Geneeskunde) werden overgeplaatst naar de steden Kyaukse, Pwin Oo Lwin en Mhaw Bi.